# Mariti su misura
Mariti su misura (The Model and the Marriage Broker) è un film del 1951 diretto da George Cukor.
Renié e Charles Le Maire furono candidati al premio Oscar ai migliori costumi nel 1952 per la sezione dedicata ai film in bianco e nero.

## Produzione
Il film, prodotto dalla Twentieth Century Fox, aveva come titoli di lavorazione The Marriage Broker e Kitty and the Marriage Broker e fu girato da inizio giugno a inizio luglio. A fine mese, furono girate alcune scene aggiunte.

## Distribuzione
Il copyright del film, richiesto dalla Twentieth Century-Fox Film Corp., fu registrato il 1 gennaio 1952 con il numero LP1480. Distribuito dalla Twentieth Century Fox, il film fu presentato in prima a Los Angeles il 30 dicembre 1951; a New York, il film uscì il 10 gennaio 1952. In Italia, fu distribuito nel 1953